# Parapheromia cassinoi
Parapheromia cassinoi là một loài bướm đêm trong họ Geometridae.